# Equipo de Copa Davis de Finlandia
El Equipo finés de Copa Davis es el representativo de Finlandia en la máxima competición internacional a nivel de naciones del tenis, y depende de la Federación de Tenis de Finlandia.

## Plantel actual (2023)
- Emil Ruusuvuori
- Otto Virtanen
- Harri Heliövaara
- Patricio Kaukovalta
- Patrik Niklas-Salminen